# Culex solomonis
Culex solomonis är en tvåvingeart som beskrevs av Edwards 1929. Culex solomonis ingår i släktet Culex och familjen stickmyggor. Inga underarter finns listade i Catalogue of Life.